# 람 만디르
람 만디르(힌디어: राम मंदिर, lit. '라마 사원')은 인도 우타르프라데시주 아요디아에 있는 힌두교 사원이다. 많은 힌두교인들은 그것이 힌두교의 주요 신인 라마의 신화 속 탄생지인 람 잔마부미에 위치하고 있다고 믿고 있다.
이 장소는 서기 16세기에 지어진 바브리 마스지드 모스크의 이전 위치이다. 라마와 시타의 우상들은 1992년에 공격을 받고 철거되기 전인 1949년에 모스크에 배치되었다. 2019년에 인도 대법원은 무슬림들이 모스크를 건설하기 위해 단니푸르 근처의 땅을 준 반면, 분쟁 중인 땅은 사원 건설을 위해 힌두교도들에게 주라고 판결을 전달했다. 법원은 인도 고고학 조사 (ASI)의 보고서를 이슬람교가 아닌 것으로 밝혀진 철거된 바브리 마스지드 아래의 구조물의 존재를 암시하는 증거로 언급했다.
2020년 8월 5일, 인도 총리 나렌드라 모디가 람 만디르 건설 착공을 위한 푸미 푸잔(땅 파기식)을 진행했다. 현재 건설 중인 사원 단지는 슈리 람 얀마붐 티어스 크셰트라 신탁이 감독하고 있다. 2024년 1월 22일, 모디는 행사를 위한 의식의 무키아 야즈만(수석 후원자)으로 일했으며, 사원의 프라나 프라티쉬타(봉헌식)를 수행했다. 프라나 프라티쉬타 의식은 슈리 람 얀마붐 티어스 크셰트라가 주최했다.
이 사원은 기부금 유용, 주요 활동가들의 외면, 인도 인민당의 정치화 등으로 인해 많은 논란을 불러 일으켰다.

## 같이 보기
- 아요디아 분쟁
- 바브리 마스지드